# Goldberg Magazine
Goldberg Magazine fue una revista española dedicada a la música antigua. Inicialmente se publicó trimestralmente en dos versiones bilingües distintas: inglés/español e inglés/francés. A partir de septiembre de 2003, se publicó en tres ediciones diferentes: en español, en inglés y en francés y en 2004 pasó a publicarse cada dos meses.
Goldberg Magazine lanzó su propio sitio web llamado "www.goldbergweb.com" (subtitulado "El portal de la música antigua") para diversificar sus canales de comunicación entre los seguidores de la música antigua.
En noviembre de 2008, Goldberg Ediciones anunció la suspensión temporal de la publicación de la revista debido a dificultades financieras. Su actividad continuó a través de su página web "www.goldbergweb.com" hasta su cierre definitivo un año más tarde.
- Datos: Q8964594